# Atelier du forgeron Louis Girard
L'atelier du forgeron Louis Girard est un ancien atelier de forgeron, de maréchal-ferrant et de charron du Haut-Doubs, de la commune française de Grand'Combe-Châteleu dans le département du Doubs en région Bourgogne-Franche-Comté. Depuis 1985, il fait partie de l'écomusée « Fermes-Musée du Pays Horloger » avec la ferme Jacquemot voisine (ferme comtoise).

## Historique
Du XVIIe siècle aux années 1970, la famille Girard perpétue de père en fils jusqu’à Louis Girard, les métiers complémentaires de forgeron, maréchal-ferrant et charron.

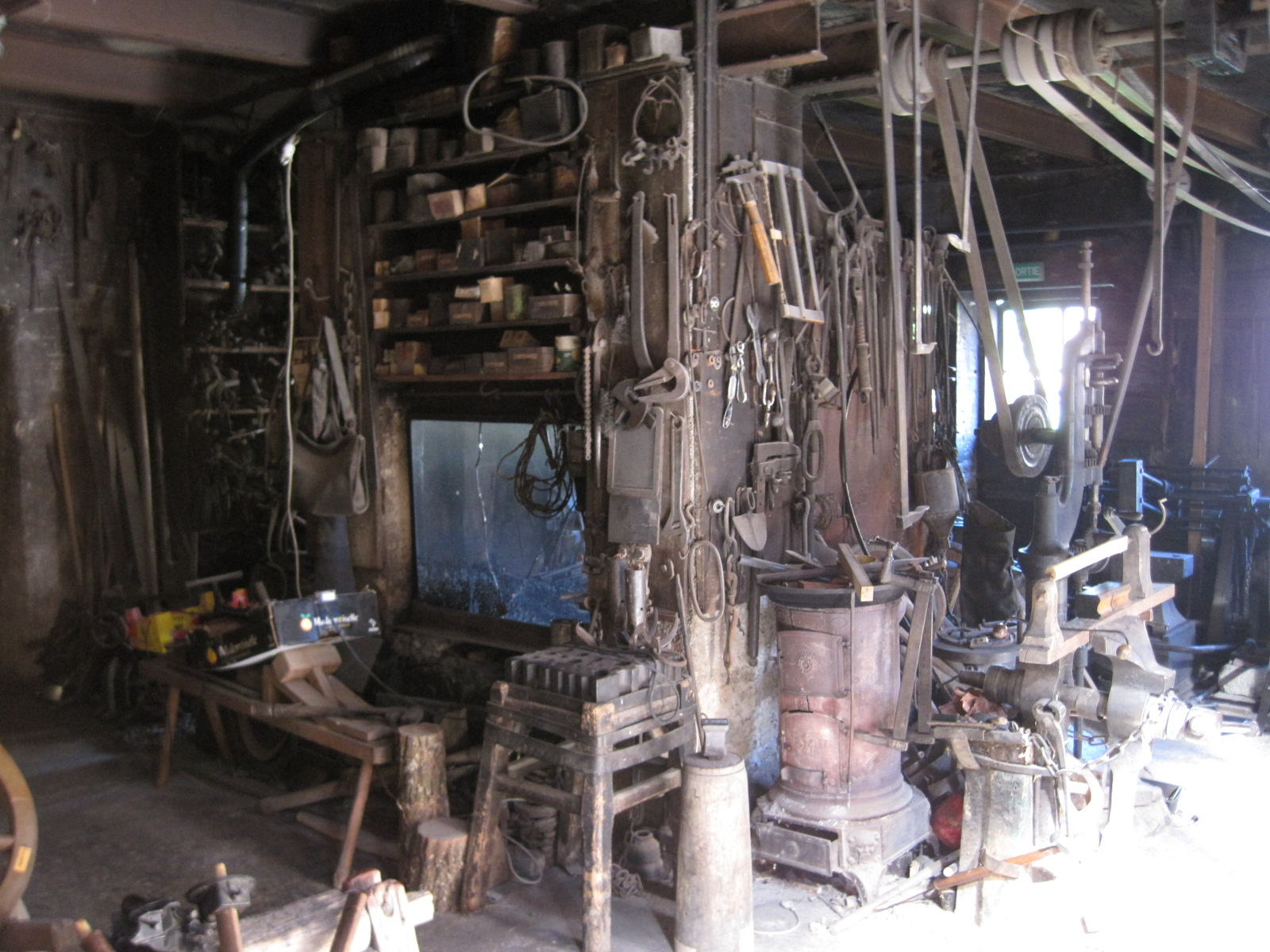
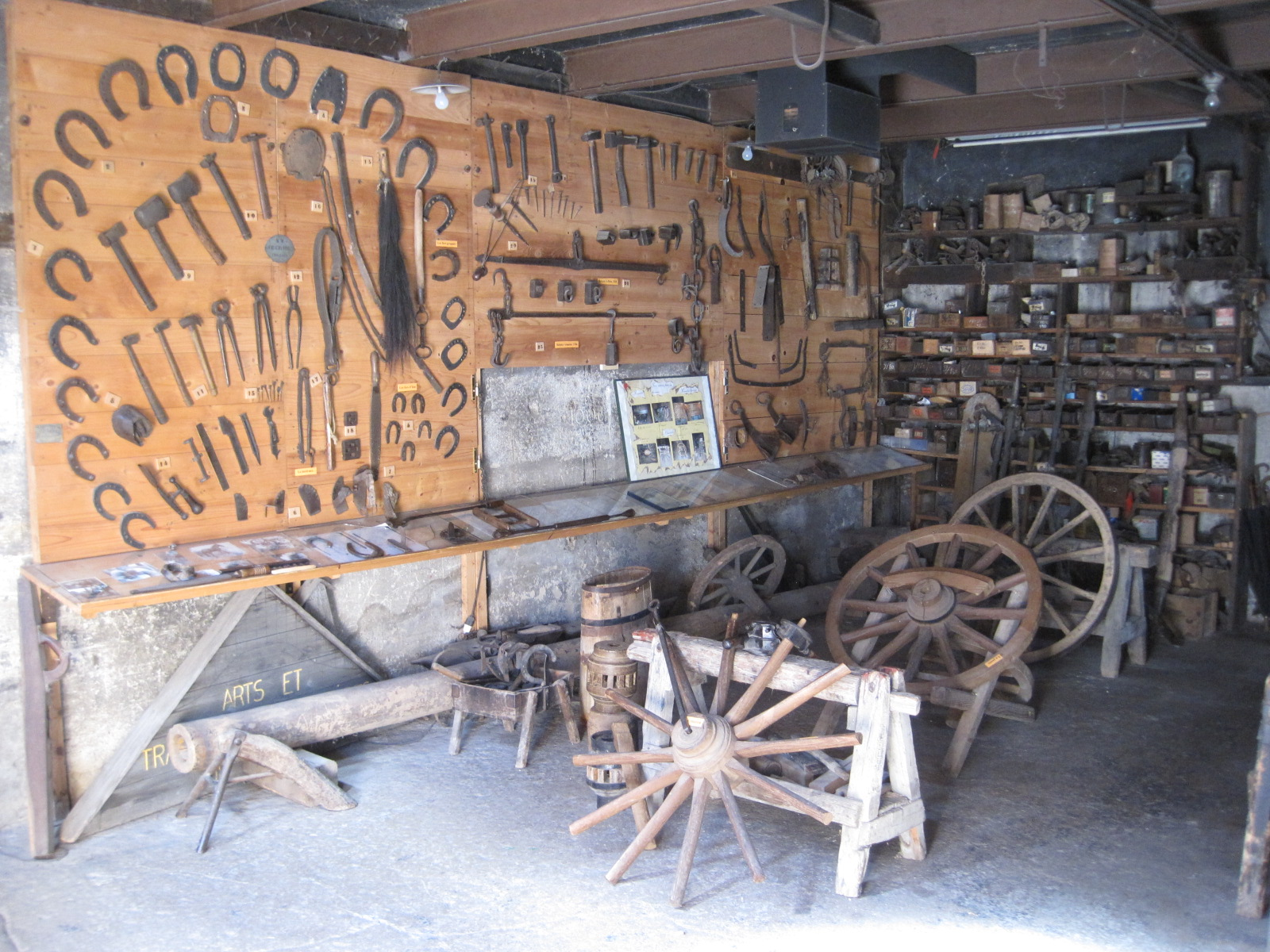
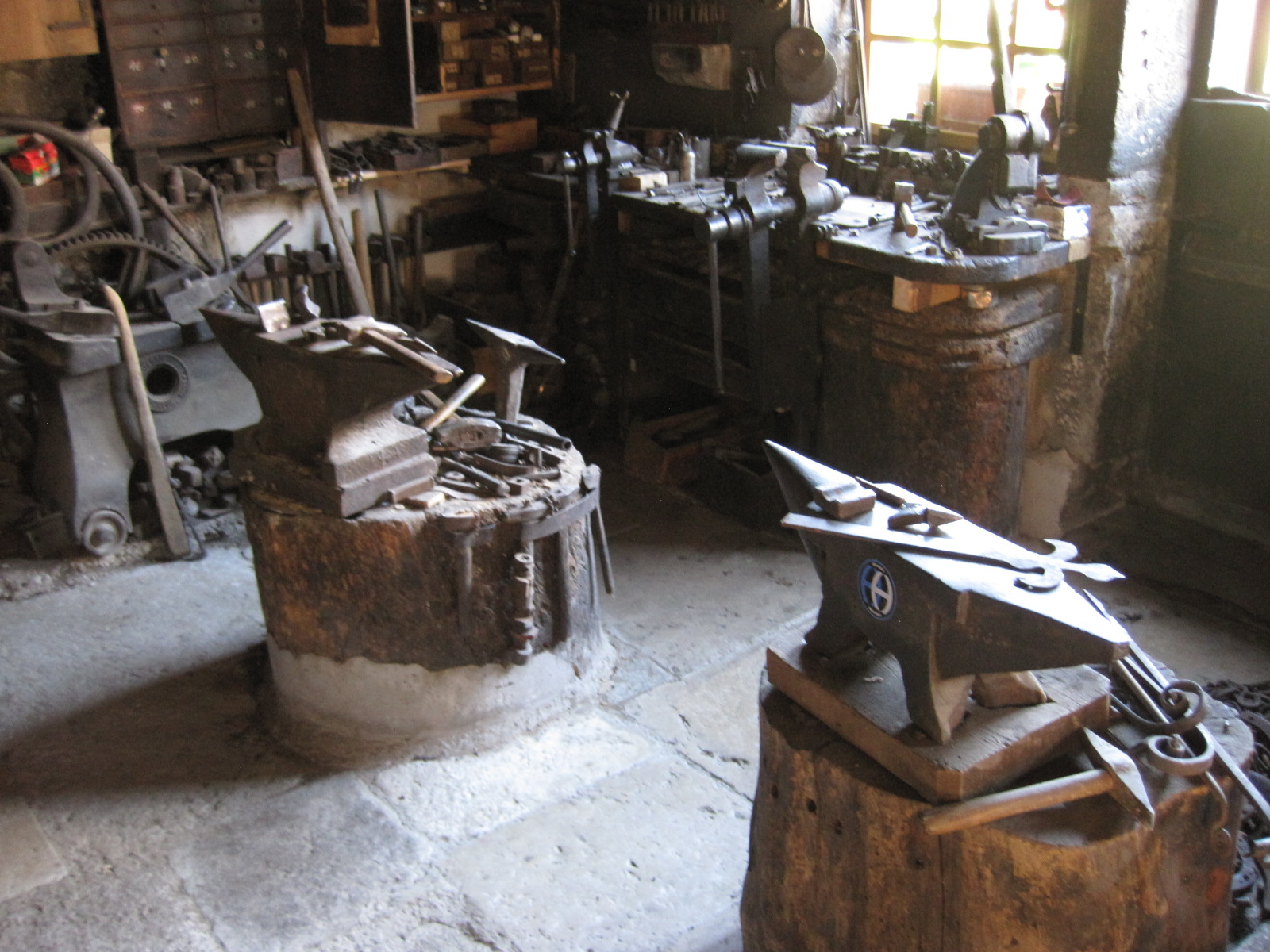
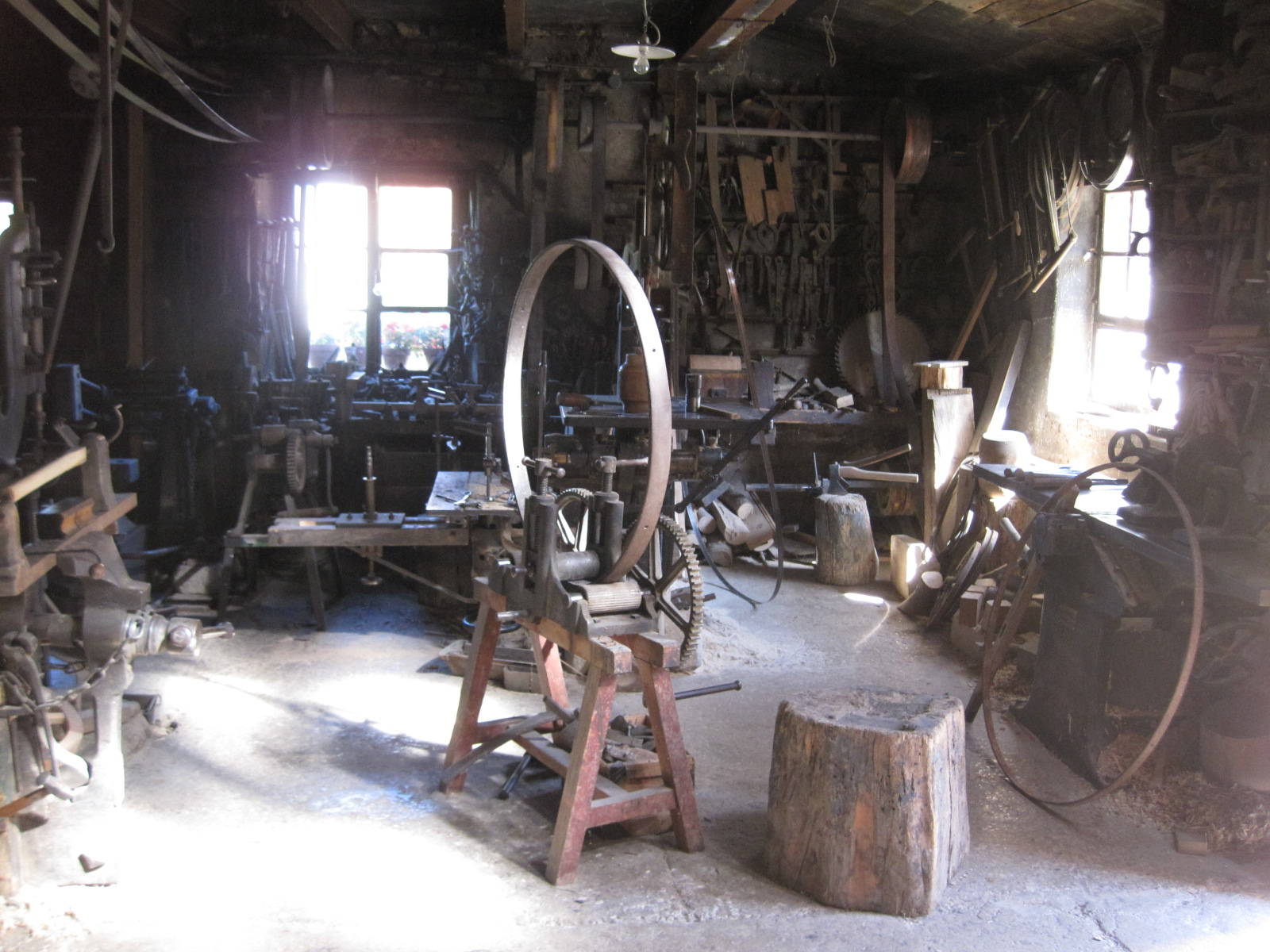

En 1982, l'« ATP du Beugnon » (Association Arts et Traditions Populaires du Beugnon) est créée par des amateurs de conservation et de mise en valeur du patrimoine du Haut-Doubs (vie rurale et artisanale). Elle inaugure en 1985 l'écomusée « la ferme-atelier du Beugnon » avec deux fermes voisines : l'atelier du forgeron Louis Girard (forge, maréchalerie, charronnage) et la grange de la ferme de Jules Jacquemot. En 1995, l'écomusée est rebaptisé « Fermes-Musée du Pays Horloger » à la suite de l'achat de la ferme Jacquemot (et de son tuyé) par la commune à l'initiative de l'ATP du Beugnon, à Jules Jacquemot, dernier habitant des lieux.

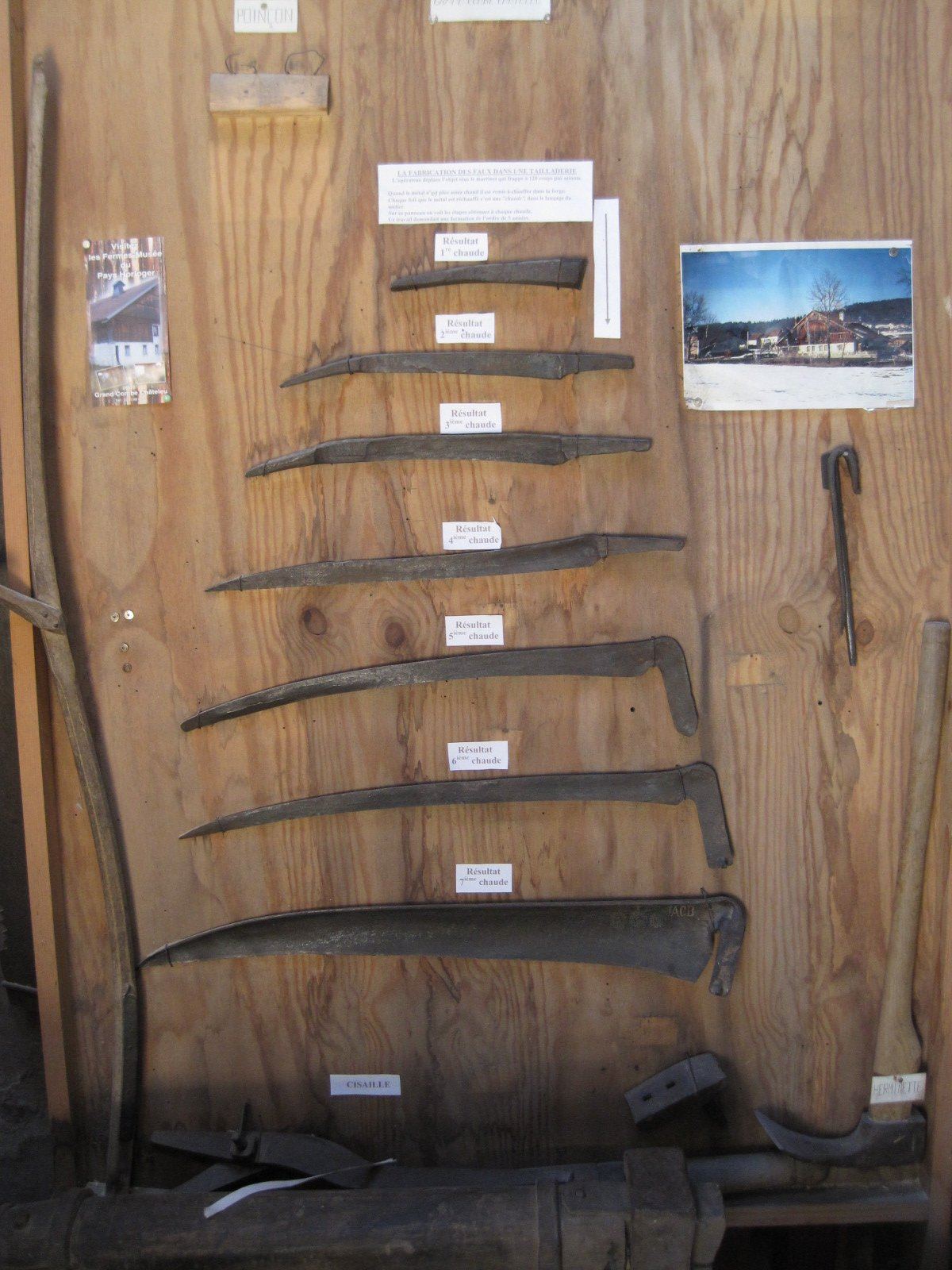
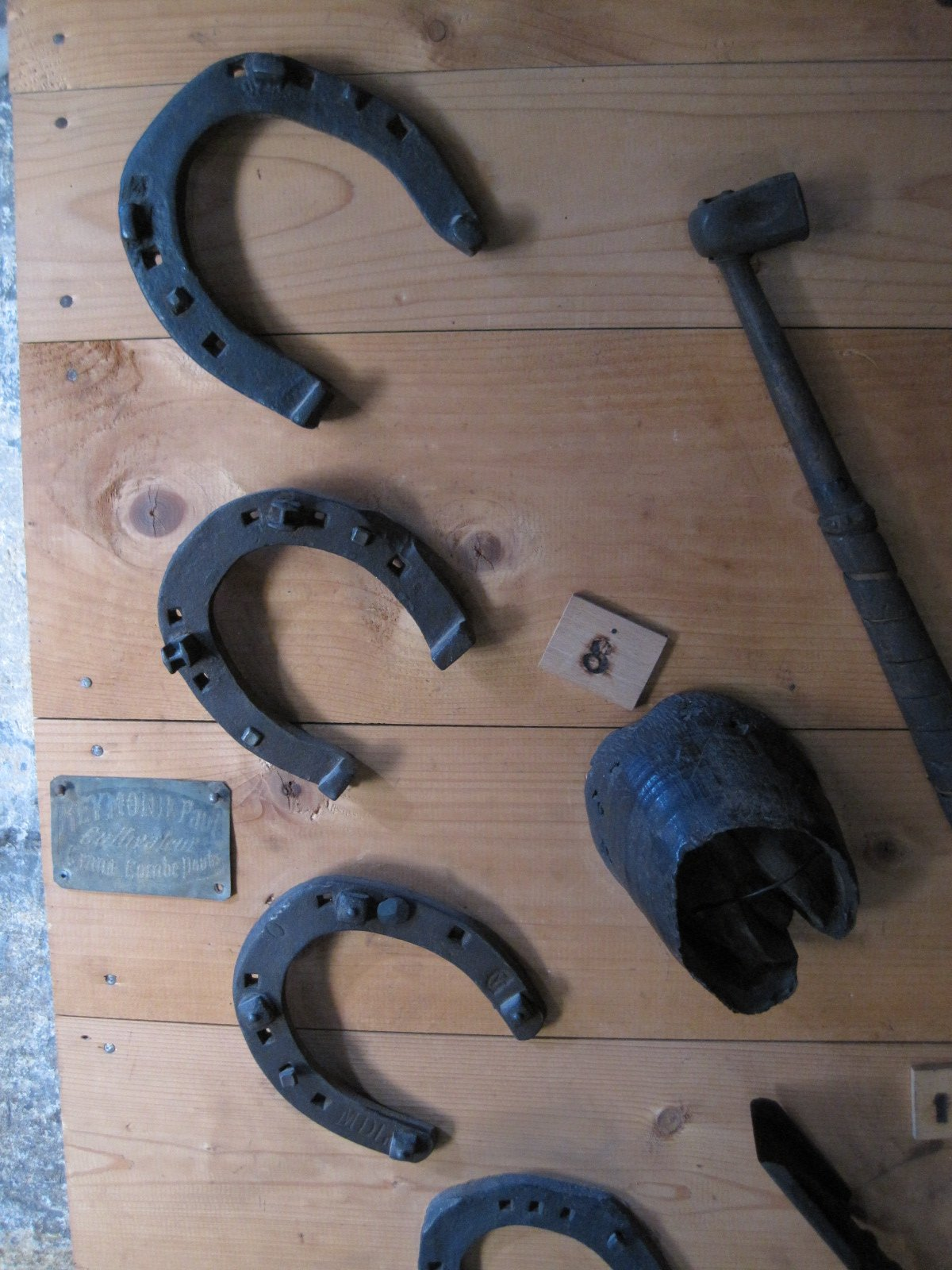
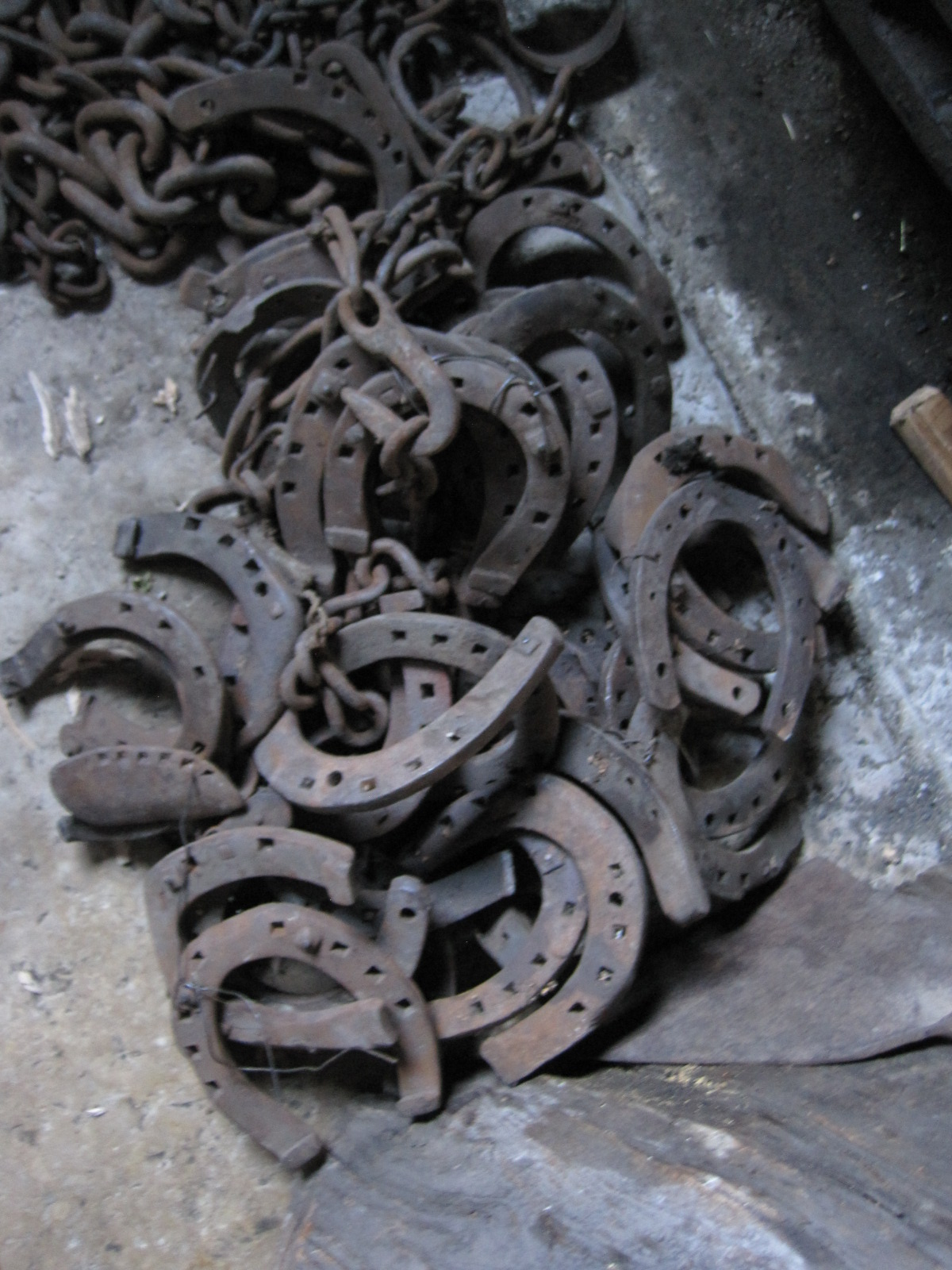
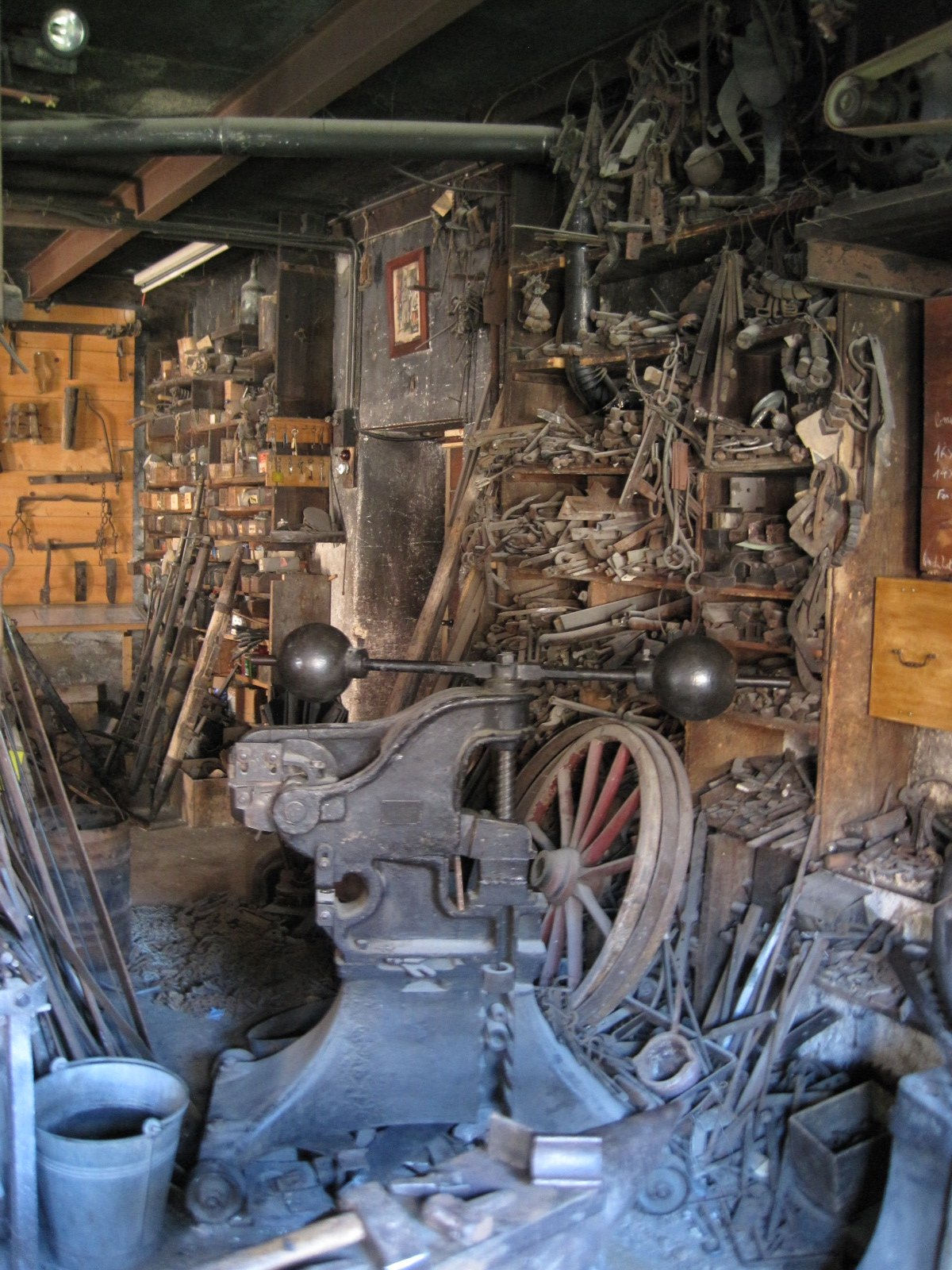
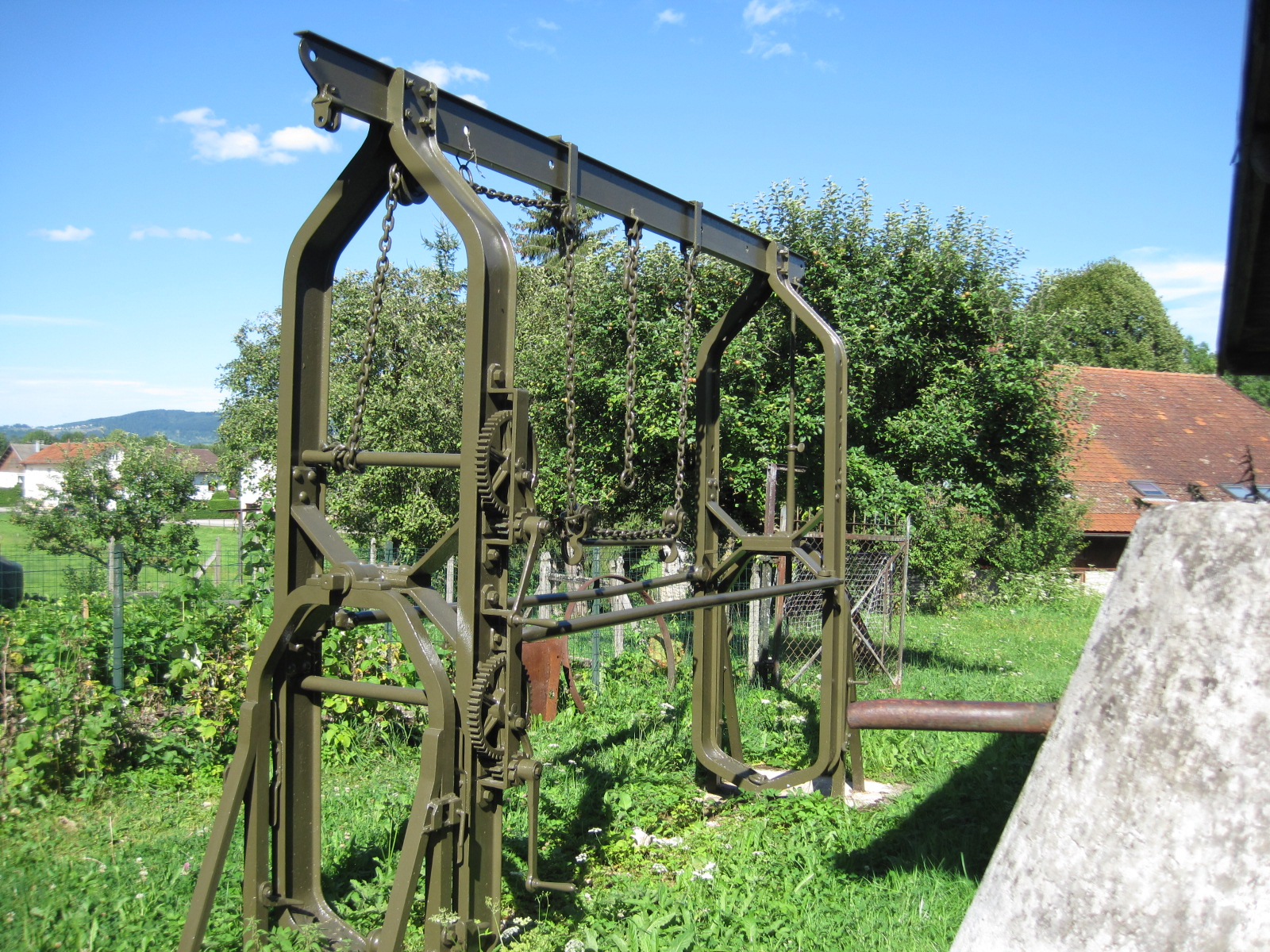

## Reconstitution historique
Le dernier dimanche d'août, une reconstitution historique villageoise organisée aux « Fermes-Musée du Pays Horloger » avec de nombreuses animations : villageois en costume d'antan, démonstration de vieux métiers (forgeron, charron, rémouleur, rempaillage, relieur, calligraphe, potier, cordier, sanglier ...), cuisine traditionnelle (saucisse de Morteau, jambon du tuyé, soupe aux pois, gâteau de ménage cuits au four à bois ...)

## Quelques autres écomusées du Haut-Doubs
- Presbytère de Remoray
- Maisons Comtoises de Nancray
- Ferme Jacquemot (Ferme comtoise)